# Stadnik żółtoogonowy
Stadnik żółtoogonowy (Chrysiptera parasema) – ryba morska z rodziny Pomacentridae. Hodowana w akwariach morskich.
Pochodzenie: zachodnia część Oceanu Spokojnego: okolice Wysp Salomona, Papui-Nowej Gwinei, Filipin i Ryuku.
Wielkość: do 7 cm długości.
Akwarium: średnie lub duże akwarium rafowe z licznymi kryjówkami i pozostawioną rozległą otwartą przestrzenią do swobodnego pływania.
Charakterystyka: idealny gatunek do akwariów rafowych zupełnie pozbawiony agresji wobec innych ryb oraz bezkręgowców. Najefektowniej prezentuje się w dużych stadach. W mniejszych zbiornikach może być pielęgnowany w parach. Gatunku tego nie należy umieszczać w jednym zbiorniku z dużo większymi i drapieżnymi rybami, dla których łatwo mógłby stać się posiłkiem.
Opis: ciało bocznie spłaszczone, dość wysokie z charakterystycznie najeżoną zębami
promieni płetwą grzbietową. Boki pokrywają duże łuski. Całe ciało
intensywnie błękitne, jedynie mała, widlasto zakończona płetwa ogonowa
oraz jej nasada są cytrynowożółte.
Rozmnażanie: dość częste w akwariach pod warunkiem posiadania dobranej pary hodowlanej. Gatunek jajorodny. Wychowanie młodych sprawia jednak spore trudności (należy karmić je najdrobniejszym planktonem, takim jak świeżo wyklute larwy artemii) – wylęg dość często ginie, z reguły udaje się odchować zaledwie kilka sztuk.
Pokarm: wszelkiego rodzaju mrożonki mięsne takie jak czerwony plankton, artemia, cyklop, mysis, moina. Ryba do pewnego stopnia zjada również glony. Po przyzwyczajeniu akceptuje także dobrej jakości suchy pokarm w płatkach i granulkach przeznaczony do żywienia ryb morskich.